# Domènec Sugrañes i Gras
Domènec Sugrañes i Gras (également noté Domènech Sugranyes), né à Reus le 12 décembre 1878 et mort à  Barcelone le 9 août 1938, est un architecte moderniste catalan et noucentiste qui collabora à diverses œuvres d'Antoni Gaudí  et qui lui succéda comme architecte de la Sagrada Familia, occupant cette charge de 1926 à 1936.

## Biographie
Domènec Sugrañes naquit à Reus en 1878 rue Galanes ; il était fils des confiseurs. Il prépara son baccalauréat au collège de Reus (ancien couvent franciscain) et obtint son diplôme en juin 1894 avant de déménager à Barcelone où il étudia les sciences à l'université, parcours obligatoire pour intégrer l'école provinciale d'architecture de Barcelone, suivant ainsi le même parcours que Gaudi 26 ans après.
La relation entre Domènec Sugrañes et Gaudí commença en 1905 quand Domènec étudiait en dernière année d'architecture à Barcelone. Pour payer ses études, il travailla avec l'architecte Joan Pons i Traval puis avec Gaudi, collaborant comme auxiliaire à nombre de ses réalisations modernistes. Il obtint le titre d'architecte en 1912.
À Salou, il dessina diverses maisons en front de mer, utilisant les motifs modernistes (casa Marisol, solimar, casa Loprena, casa Bonet) avec une profusion de trencadis. La Casa Bonet fut l'une des premières maisons particulières construites en face de la plage dont fut chargé Sugranes pour l'entrepreneur de Reus Ciríac Bonet vers 1918 sur un terrain alors occupé par des jardins.
Il travailla avec Gaudi à la Casa Milà (la Pedrera), la finca Miralles et la tour  Bellesguard dont il compléta en 1917 le vestibule, la maison des ouvriers agricoles et dessina les bancs en mosaïque. La principale collaboration de Sugrañes fut pour la Sagrada Familia, dont il prit la direction des travaux à la mort de Gaudi en 1926. Ils avaient une relation très proche au point que Gaudi désigna Sugrañes comme seul légataire. Il dirigea les ouvrages du temple durant 10 ans jusqu'au 20 juillet 1936, lorsque éclata la guerre civile espagnole et que l'atelier de Gaudi fut incendié détruisant les plans. Sugrañes en fut très affecté et mourut deux ans plus tard, le 9 août 1938, désespéré à l'idée que tous les plans de Gaudi avaient été détruits.
À Salou, une rue porte son nom ; à Reus une place qui fut inaugurée pour le 125e anniversaire de sa naissance. Son fils fut un dirigeant catholique et professeur de catalan, auditeur laïque du concile de Vatican II.

## Œuvres

### Barcelone
- Avec l'architecte Ignasi Mas i Morell, il collabora à l'agrandissement des arènes de Barcelone (1915-1916)[4],[5].
- Casa Sivatte, sur le Passeig de Gràcia, 72 (1914)[6]
- Casa d'Ermenegild Miralles, sur le passage Manuel Girona, (en forme de maison valencienne)(1919)[7].
- Édifices de la rue de Balmes 107-109 (1922)[8].
- Collège des Escolapis del rue de Balmes (1928).
- Casa B. Mas de Miquel, ancien Hôtel Diagonal Tuset, 516-524 avenue Diagonal (intersection avec la rue Tuset) (1929)[7]
- Édifices à l'intersection 193 Rue Muntaner et  88-90 rue de Londres (1932).

### En Catalogne
- Casa Bonet, a Salou (1918)[2].
- Casa Loperena, a Salou (1924)[7]
- Casa Solimar, a Salou (1925)[7]
- Casa Verd i Blau a Cambrils[7]
- Mas Llevat i la reforma de la Casa Pellicer, a Reus (1928)[7]
- École publique Marquis de la Pobla, à Capellades (1931)[9].